# Koma Civakên Kurdistan

Flagge der Koma Civakên Kurdistan

Koma Civakên Kurdistan oder KCK (etwa: Union der Gemeinschaften Kurdistans) ist die neue Organisationsform der Arbeiterpartei Kurdistans (PKK), die die Umsetzung des von Abdullah Öcalan am 20. März 2005 deklarierten „Demokratischen Konföderalismus“ zum Ziel hat. Sie soll die Keimzelle einer nichtstaatlichen Gesellschaft bilden. Im Juni 2007 erfolgte die Umbenennung von ursprünglich Koma Komalên Kurdistan (etwa: Union der Verbände Kurdistans) in Koma Civakên Kurdistan.

## Struktur
Spezielle Komitees kümmern sich um Bereiche wie Wissenschaft und Aufklärung, Volksverteidigung, Sprache und Bildung, Recht, Gesundheit, Ökologie usw. Die Arbeit in den Einzelstaaten der beanspruchten Region (Irak, Iran, Türkei und Syrien) obliegt sogenannten Volksräten. Das System der KCK sieht eine eigene Staatsbürgerschaft, eine eigene Armee und eine eigene Gerichtsbarkeit vor, will aber offiziell die bestehenden Staatsgrenzen nicht antasten. Symbol der KCK ist ein grünes Rechteck mit gelber Sonne in der Mitte, in der sich ein roter, fünfzackiger Stern befindet.

### Führung
Wörtlich heißt es in der sogenannten „Vereinbarung der Union der Gemeinschaft Kurdistan“, wie sie in einem Forum veröffentlicht wurde: „Die Führung der Gemeinschaft der Kommunen in Kurdistan obliegt Abdullah Öcalan. Er ist der philosophische und strategische Theoretiker einer auf Ökologie und Geschlechterbefreiung aufbauenden Demokratie.“ Höchstes Beschlussorgan der KCK ist der Volkskongress Kurdistan (Kongra-Gel), eine Nachfolgeorganisation der in Deutschland verbotenen Arbeiterpartei Kurdistans. Die Tagesgeschäfte der KCK werden von einem Exekutivrat geleitet, dessen Vorsitz aus einer Doppelspitze von Cemil Bayık und Bese Hozat (bürgerlich: Hülya Oran) besteht.

## Politik
Die KCK hat am 23. August 2006 folgende Bedingungen zur Einstellung des bewaffneten Kampfes und zur Beseitigung des Kurdenkonfliktes in der Türkei gestellt.
1. Die Anerkennung der kurdischen Identität und die verfassungsrechtliche Garantie aller ethnischen Identitäten unter der übergeordneten Identität der Zugehörigkeit zur Türkei.
2. Aufhebung aller Behinderungen der kurdischen Sprache und Kultur, die Anerkennung des Rechts auf muttersprachliche Bildung sowie die Anerkennung der kurdischen Sprache als zweite offizielle Sprache in den kurdischen Regionen neben dem Türkischen und die Respektierung der kulturellen Rechte von Minderheiten.
3. Die Anerkennung der freien politischen Betätigung und Organisierung auf der Grundlage der Meinungs-, Glaubens- und Artikulationsfreiheit sowie die Aufhebung aller gesellschaftlichen Ungleichheiten, allen voran der geschlechtlichen Diskriminierung, in der Verfassung und anderen Gesetzen.
4. Die Freilassung aller politischen Gefangenen, einschließlich des PKK-Vorsitzenden, sowie die Gewährung einer uneingeschränkten Teilnahme am politischen und gesellschaftlichen Leben, mit dem Ziel, dass beide Gesellschaften sich gegenseitig vergeben und eine friedliche und freie Einheit gründen.
5. Der Abzug aller Kräfte, die wegen des Spezialkrieges nach Kurdistan verlegt wurden, die Abschaffung des Dorfschützersystems und die Ermöglichung der Rückkehr in die Dörfer durch die Erarbeitung sozialer und ökonomischer Projekte.
6. Parallel zur Verwirklichung der oben genannten Punkte könnte die Guerilla im Rahmen eines Zeitplans, der von beiden Seiten gemeinsam bestimmt würde, stufenweise die Waffen niederlegen und sich am legalen demokratischen gesellschaftlichen Leben beteiligen.

In einem Interview mit Gabriel Gatehouse von der BBC sagte Murat Karayilan im Juli 2010, dass sie ihre Waffen unter Beobachtung der Vereinten Nationen niederlegen würden, wenn die Türkei einen Waffenstillstand und weitere Bedingungen akzeptiere. Dazu gehöre ein Ende der Angriffe auf kurdische Zivilisten und Verhaftungen kurdischer Politiker. Die Kurdenfrage sei demokratisch in einem Dialog zu lösen. Wenn das nicht geschehe, würden sie selbständig einen demokratischen Konföderalismus ausrufen.

## Verhaftungen und Verfahren gegen vermeintliche KCK-Mitglieder
Seit April 2009 ist es in vielen Teilen der Türkei zu Festnahmen und anschließenden Verfahren gegen vermeintliche Mitglieder der KCK/TM (Türkiye Meclisi – Türkei-Parlament) gekommen. Viele der Festgenommenen waren innerhalb der inzwischen verbotenen Partei der demokratischen Gesellschaft (DTP) bzw. der Nachfolgepartei Friedens- und Demokratiepartei (BDP) aktiv. Unter ihnen waren auch Bürgermeister einzelner Städte im Südosten der Türkei. Ferner gehörten Menschenrechtler, Journalisten und Gewerkschafter zu den verhafteten Personen.
Zu Beginn gab es vor allem im Süden und Südosten der Türkei Festnahmen und Verfahren. Neben Diyarbakır waren dies Städte wie Şırnak, Iğdır, Gaziantep, Mersin und Batman. Die Verfahren sind vor Gerichten für schwere Straftaten anhängig. Seit Ende 2011 ist es vor allem in Istanbul zu Festnahmen und Prozessen gegen vermeintliche Angehörige der KCK gekommen. Zwei der Polizeioperationen richteten sich gegen Anwälte und Journalisten.

### Das Ausmaß der Festnahmen
Im Oktober 2010 schätzte die Tageszeitung Milliyet die Zahl der bei Polizeioperationen gegen die Union der Gemeinschaften Kurdistan festgenommenen Menschen auf 1.800 Personen. Die BDP vermutet, dass zwischen April 2009 und Oktober 2011 7.748 Menschen als vermeintliche Mitglieder der KCK festgenommen und gegen 3.985 Personen Haftbefehle erlassen wurden. Als Antwort auf den Fortschrittsbericht der Europäischen Union vom 12. Oktober 2011 sagte das Innenministerium der Türkei am 14. Oktober 2011, dass sich insgesamt 605 Personen unter dem Verdacht der Zugehörigkeit zur KCK in U-Haft befinden. Das Demokratische Türkeiforum (DTF) schätzt die Zahl der Festnahmen auf 1.800 bis 3.000 und die Zahl der Verhaftungen auf 1.000 bis 1.700. Bis November 2011 waren dem DTF 26 Verfahren unter dem Vorwurf der Mitgliedschaft zur KCK bekannt.
Der Justizminister Sadullah Ergin sagte im August 2012, dass 213 Verfahren eröffnet wurden, in denen 2.146 Personen angeklagt sind. Von den Angeklagten befänden sich 992 in Untersuchungshaft. Er sagte ferner, dass unter den Angeklagten 274 Personen mit einem politischen Mandat sind (Dorfvorsteher, Bürgermeister, Funktionäre von Parteien, Mitglieder kommunaler oder nationaler Parlament).
Im Jahresbericht der Stiftung für Menschenrechte in der Türkei (TIHV) für 2013 war zu lesen, dass 2892 Personen, 1302 von ihnen in Haft, unter dem Vorwurf, der KCK anzugehören, angeklagt waren. Im Verlaufe des Jahres wurden 579 Personen aus der Haft entlassen. Von den 112 Verfahren erging in 34 Verfahren ein Urteil. Dabei wurden 278 Personen zu mehr als 2500 Jahren Haft verurteilt.

### Das zentrale Verfahren in Diyarbakır
Das zentrale Verfahren gegen vermeintliche Mitglieder der KCK/TM begann am 18. Oktober 2010 vor der 6. Großen Kammer für schwere Straftaten in Diyarbakır. Von den 151 Angeklagten befanden sich 103 in Untersuchungshaft. Die Anklageschrift umfasst 7578 Seiten. Am 19. Oktober 2010 lehnte das Gericht den Antrag auf „Verteidigung in Kurdisch“ ab. Es entschied, die Anklageschrift zusammenfassend verlesen zu lassen. Am 29. Juni 2012 fand eine weitere Sitzung in dem Verfahren statt. Von den 152 Angeklagten befanden sich noch 99 Angeklagte in Untersuchungshaft. Die Verhandlung wurde auf den 29. September 2012 vertagt. Das Verfahren wurde Ende März 2017 abgeschlossen, wobei 111 Personen von 154 Angeklagten zu hohen Haftstrafen verurteilt worden sind. Die restlichen 43 Angeklagten wurden freigesprochen.

### Die Verfahren in Istanbul
Im Rahmen der Operationen gegen die KCK wurden am 28. und 29. Oktober 2011 in Istanbul 50 Personen, darunter die Professorin Büşra Ersanlı und der Verleger Ragıp Zarakolu, in Polizeigewahrsam genommen. Gegen 43 von ihnen wurde später ein Haftbefehl ausgestellt. Danach gab es eine Vielzahl nationaler und internationaler Proteste.

#### Das Hauptverfahren von Istanbul
Die 15. Kammer für schwere Straftaten in Istanbul hatte am 3. April 2012 die Anklageschrift im Hauptverfahren gegen KCK Angehörige in Istanbul angenommen und den ersten Verhandlungstag auf den 2. Juli 2012 festgelegt. Am 10. April 2012 wurden 15 Angeklagte, darunter der Verleger Ragıp Zarakolu freigelassen. Sie gehörten zu den 147 von 193 Angeklagten, die sich in U-Haft befanden. Bei Prozessbeginn hatte sich die Zahl der Angeklagten auf 205 erhöht. Davon waren 140 Angeklagte in U-Haft.
Am zweiten Verhandlungstag wurde mit der Verlesung einer 133-seitigen Zusammenfassung der 2.400 Seiten umfassenden Anklageschrift begonnen. Nach der 8. Sitzung am 12. Juli 2012 legte die 15. Kammer für schwere Straftaten in Istanbul eine erste größere Pause ein. Gleichzeitig wurden 16 der 140 U-Häftlingen entlassen. Unter ihnen war auch Büşra Ersanlı, die sich seit dem 1. November 2011 in U-Haft befunden hatte.
Nach einer Gesetzesänderung im März 2014, mit der die Sondergerichte abgeschafft und die maximale Dauer der U-Haft auf 5 Jahre beschränkt wurde, wurden im Hauptverfahren gegen die KCK in Istanbul 37 von 70 inhaftierten Angeklagten aus der Haft entlassen.

#### Das KCK-Verfahren gegen Anwälte
Am 16. Juni 2012 begann vor der 16. Kammer für schwere Straftaten in Istanbul das Verfahren gegen 50 Angeklagte, 46 von ihnen Anwälte, von denen sich 36 in Untersuchungshaft befanden. Die Anklageschrift in diesem Verfahren umfasst 892 Seiten. Den Angeklagten wird vorgeworfen, innerhalb der KCK ein „Komitee der Führung“ (tr: Önderlik Komitesi) gebildet zu haben. Als Gründer und Leiter, bzw. Mitglieder dieses Komitees, das als bewaffnete Organisation betrachtet wird, wurden Strafen zwischen 7,5 und 22,5 Jahren Haft gefordert. Zu den 50 Angeklagten gehören neben den Anwälten ein Journalist, eine Sekretärin und zwei Fahrer.
Nach der Gesetzesänderung vom März 2014 wurden im Verfahren gegen Anwälte alle neun noch inhaftierte Angeklagte aus der Untersuchungshaft entlassen.

#### Das KCK-Verfahren gegen Journalisten
Ende April 2012 wurde eine 800-seitige Anklageschrift an die 15. Kammer für schwere Straftaten in Istanbul geschickt. Darin waren 44 Beschuldigte aufgeführt, von denen 36 sich in Untersuchungshaft befanden. Den Angeklagten wird vorgeworfen, für ein Pressekomitee gearbeitet zu haben, das die KCK ins Leben rief. Ihre Aufgabe habe u. a. darin bestanden, die Identität von Beamten zu ermitteln, die im Kampf gegen den Terrorismus aktiv waren. Nach der Gesetzesänderung vom März 2014 wurden im Verfahren gegen Journalisten acht Angeklagte aus der Untersuchungshaft entlassen. Sieben Angeklagte verblieben in U-Haft.

### Weitere KCK-Verfahren
Ein Verfahren gegen mehr als 30 Gewerkschafter der Konföderation von Gewerkschaften im öffentlichen Dienst, KESK (Kamu Emekçileri Sendikaları Konfederasyonu) wurde vor der 8. Kammer für schwere Straftaten in Izmir geführt. Sie waren im Mai 2009 festgenommen worden, aber später wieder auf freien Fuß gekommen. Am 28. November 2011 verurteilte die 8. Kammer für schwere Straftaten in Izmir 25 der Angeklagten, darunter den Vorsitzenden von KESK, Lami Özgen zu je 6 Jahren und 3 Monaten Haft. Sie hätten sich innerhalb der KCK/TM in einer Demokratischen Konföderation der Arbeit (tr: Demokratik Emek Konfederasyonu, DEK) zusammengeschlossen und damit im Sinne der Terrororganisation PKK gehandelt. Sechs Angeklagte wurden mangels Beweisen freigesprochen.
Weitere KCK-Verfahren gegen Gewerkschafter von KESK sind in Ankara anhängig. Am 2. Juli 2012 nahm die 11. Kammer für schwere Straftaten in Ankara die Anklageschrift gegen 15 Gewerkschafterinnen an und setzte den ersten Verhandlungstag auf den 4. Oktober 2012 an. Die Angeklagten waren im Februar 2012 in Ankara festgenommen worden. Neun von ihnen wurden in U-Haft geschickt. Am 4. Oktober 2012 begann das Verfahren vor der 11. Kammer für schwere Straftaten in Ankara. Am Ende der Sitzung ordnete das Gericht die Freilassung von sechs Angeklagten an, verlängerte die Haftbefehle für drei Angeklagte und vertagte sich auf den 13. Dezember 2012.
Nach den Festnahmen im Februar 2012 war KESK im Juni 2012 erneut von Festnahmen im Rahmen der KCK Ermittlungen betroffen. Nach Operationen in Ankara, Diyarbakır, İstanbul, Ağrı, Bitlis, Siirt, Adana und Eskişehir ordnete die 12. Kammer für schwere Straftaten in Ankara Untersuchungshaft für 28 Gewerkschafter an, während 25 nicht verhaftet wurden, aber mit einem Prozess wegen Mitgliedschaft in einer bewaffneten Bande zu rechnen haben. Das Verfahren gegen 72 Gewerkschafter begann am 10. April 2013 vor der 13. Kammer für schwere Straftaten in Ankara. Das Gericht hob die Haftbefehle der in Untersuchungshaft befindlichen 22 Angeklagten auf und vertagte sich auf den 8. Juli 2013.
Ein größeres Verfahren wird vor der 7. Kammer für schwere Straftaten in Adana geführt. Hier sind 93 Personen, meistens Mitglieder der BDP aus der Provinz Gaziantep, wegen Mitgliedschaft in der KCK angeklagt. Zu Prozessbeginn am 22. Juni 2012 befanden sich 49 von ihnen in U-Haft. Nach der ersten Verhandlung wurden 32 Angeklagte aus der U-Haft entlassen. Am 13. Juli 2012 sollte weiter verhandelt werden.

### Erstinstanzliche Urteile
Mit Stichtag vom 20. November 2011 waren 26 Verfahren unter dem Vorwurf der Mitgliedschaft zur KCK bekannt, in denen 997 Personen angeklagt waren. Von ihnen waren 452 Personen in U-Haft und 46 Personen in erster Instanz verurteilt worden. Seither sind weitere Verfahren in erster Instanz zu Ende gegangen. Es handelt sich vorwiegend um kleinere Verfahren.
Übersicht zu den bis Juli 2012 durch ein erstinstanzliches Urteil beendeten Verfahren:
| Datum             | Gruppe (Ort) | Gerichtsort | Angeklagte | Verurteilte | Strafmaß                  |
| ----------------- | ------------ | ----------- | ---------- | ----------- | ------------------------- |
| 4. März 2011      | Iğdır        | Erzurum     | 30         | 14          | 6-13,5 J.                 |
| 14. Juni 2011     | Ağrı         | Erzurum     | 18         | 10          | 10 M.-13,5 J.             |
| 5. Juli 2011      | Diyadin      | Erzurum     | 5          | 5           | 8-14,5 J.                 |
| 13. Juli 2011     | Adıyaman     | Malatya     | 4          | 2           | 21 J., 9 M.               |
| 28. November 2011 | KESK         | Izmir       | 35         | 25          | 6 J., 3 M.                |
| 18. Januar 2012   | Erzincan     | Erzurum     | 7          | 7           | 6 J., 3 M.-10 J.[31]      |
| 28. März 2012     | Kars         | Erzurum     | 3          | 3           | 6 J., 3. M.[32]           |
| 18. April 2012    | Siirt        | Diyarbakır  | 7          | 7           | 9 J.[33]                  |
| 26. April 2012    | Kars         | Erzurum     | 47         | 23          | 10 M.-19 J.[34]           |
| 30. April 2012    | Elazığ       | Malatya     | 3          | 3           | 7 J., 3 M.-20 J.[35]      |
| 15. Mai 2012      | Ağrı         | Erzurum     | 13         | 13          | 170 J.-lebenslänglich[36] |
Am 28. September 2012 endete ein Verfahren in Adana. Dort waren 52 Personen angeklagt, die Anfang 2012 in Gaziantep festgenommen worden waren. Bei Urteilsverkündung befanden sich noch 12 von ihnen in U-Haft. Acht Angeklagte wurden als Leiter einer illegalen Organisation zu 10 Jahren Haft verurteilt, zwei erhielten für das gleiche Delikt eine Strafe von 7,5 Jahren. 26 Personen wurden als Mitglieder einer illegalen Organisation zu 6 Jahren, drei Monaten Haft verurteilt und zwei Angeklagte wurden wegen unerlaubtem Besitz einer Waffe zu 15 Monaten Haft verurteilt. Das Gericht sprach 14 Angeklagte frei.
Am 12. Oktober 2012 verkündete die 3. Kammer für schwere Straftaten in Malatya das Urteil in einem Verfahren mit vier angeklagten Frauen aus Tunceli. Sie befanden sich seit dem 28. September 2011 in Untersuchungshaft. Unter ihnen war die Vorsitzende eines alevitischen Vereins in Tunceli, Aysel Doğan, die 1999 dem Aufruf von Abdullah Öcalan gefolgt und in die Türkei zurückgekehrt war. Sie erhielt als führendes Mitglied einer illegalen Organisation eine Haftstrafe von 18 Jahren. Die anderen drei Angeklagten, die für die BDP in Tunceli aktiv gewesen waren, erhielten Haftstrafen von je 9 Jahren.
Die 8. Kammer für schwere Straftaten in Adana fällte ein weiteres Urteil am 16. Oktober 2012. Betroffen waren 47 Angeklagte, die im Dezember 2009 in Adana festgenommen worden waren. 14 von ihnen waren bei Urteilsverkündung noch in Untersuchungshaft, darunter ein Politiker der Friedens- und Demokratiepartei (BDP) und zwei Journalisten. Von den 47 Angeklagten wurden 45 zu Haftstrafen zwischen 6 Jahren, 3 Monaten und 26 Jahren, 4 Monaten Haft verurteilt. Zwei Angeklagte wurden freigesprochen.

### Urteile 2017
Am 28. März 2017 verkündete die 2. Große Kammer für schwere Straftaten in Diyarbakır Urteile gegen 154 Angeklagte. Von diesen 154 wurden 111 Personen zu unterschiedlich hohen Strafen verurteilt. 16 Personen erhielten wegen der Mitgliedschaft in einer illegalen Organisation 21 Jahre, während die restlichen zu Strafen zwischen 14 Monaten und 18 Jahren verurteilt wurden. Während der Urteilsverkündung war keiner der Angeklagten im Gericht anwesend. Der Co-Vorsitzende der Demokratik Bölgeler Partisi, Kamuran Yüksek wurde zu 21 Jahren, Hatip Dicle zu 9 Jahren und Ahmet Türk zu 15 Monaten verurteilt.